# Stjepan Radeljić
Stjepan Radeljić (Nova Bila, 5. rujna 1997.) bosanskohercegovački je nogometaš i reprezentativac, koji trenutačno igra za Rijeku na poziciji braniča.

## Klupska karijera
Stjepan Radeljić je započeo svoj nogometni put u Vitezu, prije nego što se 2014. godine pridružio omladinskom pogonu Zrinjskog iz Mostara. U srpnju 2016. godine, potpisao je za njemački Stuttgart.
U lipnju 2018. godine, potpisao je za Osijek. Svoj prvi nastup upisao je 12. srpnja u kvalifikacijama za Europsku ligu protiv Petrocuba. U siječnju 2020. godine, otišao je na šestomjesečnu posudbu u Široki Brijeg. Nakon isteka posudbe, klubovi su dogovorili produžetak posudbe do kraja tekuće godine. Dana 29. veljače, postigao je svoj prvi profesionalni pogodak u utakmici protiv Mladost Doboj Kakanj.
U veljači 2021., Radeljić je otišao na jednogodišnju posudbu u moldavski Šerif, s mogućnošću otkupa na kraju posudbe. Šerif je odlučio iskoristiti tu mogućnost i potpisali su ga u siječnju 2022. godine. Svoj prvi nastup u Ligi prvaka upisao je protiv Šahtara iz Donjecka 15. rujna 2021. godine.
U srpnju 2023. godine, Radeljić je potpisao trogodišnji ugovor s Rijekom. Svoj prvi nastup u dresu Rijeke, upisao je 27. srpnja protiv Dukagjinija u kvalifikacijama za Konferencijsku ligu. Dana 10. kolovoza, postigao je svoj prvi pogodak u kvalifikacijskoj utakmici protiv B36 Tórshavna. Dva tjedna kasnije, upisao je svoj prvi nastup u HNL-u protiv Lokomotive. Dana 25. kolovoza 2024., postigao je svoj prvi ligaški pogodak u utakmici protiv Osijeka. Prvi trofej sa klubom osvojio je u sezoni 2024./25., kada je sa Rijekom osvojio naslov državnog prvaka. Par dana kasnije, osvojio je i hrvatski kup.

## Reprezentativna karijera
Radeljić je pretežno nastupao za omladinske uzraste Bosne i Hercegovine, uz četiri nastupa za Hrvatsku U19. Za seniorsku reprezentaciju Bosne i Hercegovine debitirao je 3. lipnja 2024. godine, u porazu 3:0 od reprezentacije Engleske.

## Priznanja

### Klupska
Šerif Tiraspol
- Prvak Moldavije (3): 2020./21., 2021./22., 2022./23.
- Moldavski kup (2): 2021./22., 2022./23.

Rijeka
- Prvak Hrvatske (1): 2024./25.
- Hrvatski nogometni kup (1): 2024./25.

## Vanjske poveznice
- Profil, Soccerway (engl.)
- Profil, Transfermarkt (engl.)